# Dolph Lundgren
Hans Lundgren (Estocolmo, 3 de novembro de 1957), mais conhecido pelo nome artístico de Dolph Lundgren, é um ator, diretor e lutador de artes marciais sueco. Ele pertence a uma geração de atores de cinema que sintetizam o estereótipo herói de ação, ao lado de Sylvester Stallone, Arnold Schwarzenegger, Bruce Willis, Mel Gibson, Chuck Norris, Steven Seagal e Jean-Claude Van Damme. É também o ator que mais matou em filmes, no total de 1 107 mortes.
Ele foi aluno do Real Instituto de Tecnologia de Estocolmo, obtendo mais tarde seu Mestrado em engenharia química pela Universidade de Sydney, recebendo ainda uma prestigiada bolsa de estudos Fulbright para o MIT, mas decidiu dedicar-se a sua carreira de ator. Dolph também é faixa preta 3° Dan de karatê Kyokushin.
Ficou mundialmente famoso ao fazer o papel do boxeador soviético Ivan Drago, em Rocky IV. Outros personagens conhecidos foram: He-Man - Os Mestres do Universo (1987), versão cinematográfica do famoso desenho animado He-Man, produzida em 1987; Frank Castle - Justiceiro (1989), adaptação cinematográfica dos quadrinhos de mesmo nome produzidos pela Marvel Comics; Sgtº Andrew Scott - Soldado Universal (1992). Depois de um longo período atuando em filmes diretamente em vídeos o ano de 2010 marcou seu retorno aos cinemas com Os Mercenários, com Stallone, ao lado de um elenco de estrelas de ação que incluía, entre outros, Jason Statham, Jet Li, Stone Cold Steve Austin, e Mickey Rourke. Ele reprisou seu papel como Gunner Jensen em Os Mercenários 2, de 2012, e Os Mercenários 3, de 2014.

## Filmografia

### Ator
| Ano  | Título                                              | Personagem                |
| ---- | --------------------------------------------------- | ------------------------- |
| 1985 | A View to a Kill                                    | Venz                      |
| 1985 | Rocky IV                                            | Ivan Drago                |
| 1987 | Masters of the Universe                             | He-Man                    |
| 1988 | Red Scorpion                                        | Lt. Nikolai Rachenko      |
| 1989 | The Punisher                                        | Frank Castle/The Punisher |
| 1989 | I Come in Peace                                     | Jack Caine                |
| 1990 | Cover-Up                                            | Mike Anderson             |
| 1991 | Showdown in Little Tokyo (Showdown in Little Tokyo) | Chris Kenner              |
| 1992 | Universal Soldier (Universal Soldier)               | Sgt. Andrew Scott/GR13    |
| 1993 | Joshua Tree (Joshua Tree) (Army Of One)             | Wellman Anthony Santee    |
| 1994 | Sunny Side Up                                       | Ele Mesmo                 |
| 1994 | Pentathlon                                          | Eric Brogar               |
| 1994 | Men of War                                          | Nick Gunar                |
| 1995 | Johnny Mnemonic (Johnny Mnemonic)                   | Karl Honig                |
| 1995 | The Shooter                                         | Michael Dane              |
| 1996 | Silent Trigger                                      | Waxman                    |
| 1997 | The Peacekeeper                                     | Major Frank Cross         |
| 1998 | The Minion                                          | Lukas Sadorov             |
| 1998 | Sweepers                                            | Christian Erickson        |
| 1998 | Blackjack (TV)                                      | Jack Devlin               |
| 1999 | Bridge of Dragons                                   | Warchild                  |
| 1999 | Storm Catcher                                       | Jack Holloway             |
| 1999 | Jill Rips                                           | Matt Sorenson             |
| 2000 | The Last Patrol                                     | Capitão Nick Preston      |
| 2000 | Agent Red                                           | Matt Hendricks            |
| 2001 | Hidden Agenda                                       | Jason Price               |
| 2003 | Detention                                           | Sam Decker                |
| 2004 | Direct Action                                       | Frank Gannon              |
| 2004 | Fat Slags                                           | Randy                     |
| 2004 | Retrograde                                          | John Foster               |
| 2004 | The Defender                                        | Lance Rockford            |
| 2005 | The Mechanik                                        | Nikolai Cherenko          |
| 2006 | The Inquiry                                         | Brixos                    |
| 2007 | Diamond Dogs (filme)                                | Xander Ronson             |
| 2007 | Missionary Man                                      | Ryder                     |
| 2008 | Direct Action                                       | Mike Riggins              |
| 2009 | Command Performance                                 | Joe                       |
| 2009 | Universal Soldier: Regeneration                     | Andrew Scott              |
| 2009 | Icarus                                              | Edward Genn               |
| 2010 | The Expendables                                     | Gunnar Jensen             |
| 2010 | Chuck (TV)                                          | Marco                     |
| 2011 | In the Name of the King 2                           |                           |
| 2011 | Skin Trade                                          |                           |
| 2011 | Universal Soldier: A New Dimension                  | Andrew Scott              |
| 2012 | The Expendables 2                                   | Gunnar Jensen             |
| 2012 | Universal Soldier: Day of Reckoning                 | Andrew Scott              |
| 2013 | The Package (filme)                                 | "O Alemão"                |
| 2013 | Battle of the Damned                                | Max Gatlin                |
| 2013 | Ambushed                                            | Maxwell                   |
| 2014 | The Expendables 3                                   | Gunnar Jensen             |
| 2015 | Riot                                                | William                   |
| 2016 | Kindergarten Cop 2                                  | Reed                      |
| 2016 | Arrow (TV)                                          | Konstantin Kovar          |
| 2018 | Creed II                                            | Ivan Drago                |
| 2018 | Aquaman                                             | Nereus                    |
| 2019 | Acceleration                                        | Vladik Zorich             |

### Diretor
| Ano  | Título              |
| ---- | ------------------- |
| 2004 | The Defender        |
| 2005 | The Mechanik        |
| 2007 | Diamond Dogs        |
| 2007 | Missionary Man      |
| 2009 | Command Performance |
| 2009 | Icarus              |
| 2013 | Skin Trade          |